# Cocculus
 (septembre 2021).
Si vous disposez d'ouvrages ou d'articles de référence ou si vous connaissez des sites web de qualité traitant du thème abordé ici, merci de compléter l'article en donnant les références utiles à sa vérifiabilité et en les liant à la section « Notes et références ».
Genre
Cocculus est un genre de plantes à fleurs de la famille des Menispermaceae. Ce sont des plantes ligneuses et des arbustes qui se rencontrent dans les régions tempérées à tropicales en Amérique du Nord, en Asie et en Afrique.

## Liste d'espèces
Selon The Plant List (4 octobre 2021) :
- Cocculus balfourii Schweinf. ex Balf.f.
- Cocculus carolinus (L.) DC.
- Cocculus diversifolius DC.
- Cocculus hirsutus (L.) W.Theob.
- Cocculus laurifolius DC.
- Cocculus madagascariensis Diels
- Cocculus orbiculatus (L.) DC.
- Cocculus pendulus (J.R.Forst. & G.Forst.) Diels
- Cocculus prainianus (Diels) A.Pramanik & Thoth.